# Tillandsia 'Chevalieri'
Tillandsia 'Chevalieri' es un  cultivar híbrido del género Tillandsia perteneciente a la familia  Bromeliaceae.
Es un híbrido creado en el año 1935 con la especie Tillandsia fasciculata × Tillandsia  leiboldiana.